# Union Sportive de Boulogne
L'Union Sportive de Boulogne és un club de futbol francès de la ciutat de Boulogne-sur-Mer. Actualment juga a la Ligue 1, després d'haver aconseguit l'ascens com a tercer classificat la temporada 2008-2009. El club va ser fundat el 1898 per anglesos que visitaven la zona.